# Gomiljani
Gomiljani (en serbe cyrillique : Гомиљани) est un village de Bosnie-Herzégovine. Il est situé sur le territoire de la ville de Trebinje et dans la république serbe de Bosnie. Selon les premiers résultats du recensement bosnien de 2013, il compte 116 habitants.

## Géographie
Gomiljani est situé à environ 4 km à l'ouest de Trebinje, au bord de la Trebišnjica, un cours d'eau qui débouche pour une part dans la mer Adriatique et se jette pour une autre part dans la Neretva.
Il est entouré par les localités suivantes :
|                | Trebinje         |                    |
| Dražin Do Duži | Gomiljani        | Trebinje Pridvorci |
|                | Bijograd Volujac |                    |

## Histoire
Sur le territoire du village se trouvent 4 sites inscrits sur la liste des monuments nationaux de Bosnie-Herzégovine : un ensemble de six tumuli préhistoriques, l'église Saint-Côme-et-Saint-Damien, qui remonte au XVe siècle, avec un tumulus préhistorique, l'église Saint-Georges elle aussi du XVe siècle et l'église Saint-Constantin-et-Sainte-Hélène, qui remonte peut-être aussi au XVe siècle avec sa nécropole abritant 50 stećci (un type particulier de tombes médiévales).

## Démographie

### Évolution historique de la population dans la localité
| 1948 | 1953 | 1961 | 1971 | 1981 | 1991 | 2013 |
| ---- | ---- | ---- | ---- | ---- | ---- | ---- |
| -    | -    | 191  | 158  | 120  | 84   | 116  |

|  |